# Владимир Писанчев
Владимир Писанчев е български полицай и дипломат. Председател е на Държавна агенция „Национална сигурност“ до март 2015 г.

## Биография
Владимир Писанчев е роден на 6 февруари 1963 г. в град София. Магистър е от Софийския университет „Св. Климент Охридски“. През 1992 година започва работа в дирекция „Оперативно издирване“ на МВР, а година по-късно е назначен в НС „Сигурност“ – МВР, където преминава през всички нива на служебната йерархия. В 2008 година при скандала „Галерия“ за подслушване на депутати от вътрешната комисия в парламента и журналисти е отстранен от Петко Сертов като директор на отдел „Сигурност“ в ДАНС.
През 2009 г. отново е назначен като директор в ДАНС. През 2012 година Бойко Борисов го назначава за заместник-председател на ДАНС на мястото на напусналия Иван Драшков. На 19 юли 2013 г. е избран за председател на ДАНС, по предложение на премиера Пламен Орешарски.
В края на 2015 г. е назначен за Генерален консул на Република България в Солун, Гърция.